# Большое Анненково
Большо́е А́нненково — деревня в Фатежском районе Курской области России. Административный центр Большеанненковского сельсовета.

## География
Деревня находится в северной части Курской области, в пределах Дмитриевско-Курской гряды, в лесостепной зоне, на правом берегу реки Усожа, на расстоянии примерно 13 км (по прямой) к северо-востоку от города Фатеж, административного центра района. Абсолютная высота — 207 м над уровнем моря.

### Климат
Климат характеризуется как умеренно континентальный, с тёплым летом и умеренно холодной зимой. Среднегодовая температура — 4,9 °C. Средняя температура воздуха самого тёплого месяца (июля) — 16 — 20 °C (абсолютный максимум — 40 °C); самого холодного (января) — −12 — −5 °C (абсолютный минимум — −37 °C). Продолжительность безморозного периода составляет в среднем 151 день. Вегетационный период длится около 182 дней. Среднегодовое количество атмосферных осадков составляет 582 мм, из которых 460 мм выпадает в период с апреля по октябрь. Снежный покров держится в течение 139 дней.
| Показатель                                                                     | Янв. | Фев. | Март | Апр. | Май  | Июнь | Июль | Авг. | Сен. | Окт. | Нояб. | Дек. | Год  |
| ------------------------------------------------------------------------------ | ---- | ---- | ---- | ---- | ---- | ---- | ---- | ---- | ---- | ---- | ----- | ---- | ---- |
| Средний суточный максимум, °C                                                  | −4,5 | −3,7 | 2    | 12,5 | 18,9 | 22,2 | 24,9 | 24,1 | 17,7 | 10,1 | 2,9   | −1,6 | 10,5 |
| Средняя температура, °C                                                        | −6,6 | −6,1 | −1,4 | 7,7  | 14,3 | 17,9 | 20,6 | 19,6 | 13,6 | 6,9  | 0,8   | −3,5 | 7,0  |
| Средний суточный минимум, °C                                                   | −9,1 | −9,1 | −5,3 | 2,2  | 8,7  | 12,6 | 15,5 | 14,5 | 9,4  | 3,6  | −1,5  | −5,7 | 3,0  |
| Норма осадков, мм                                                              | 52   | 45   | 46   | 51   | 62   | 75   | 79   | 59   | 62   | 60   | 48    | 50   | 689  |
| Источник: Погода по месяцам c ru.climate-data.org(дата обращения: Ноябрь 2021) |      |      |      |      |      |      |      |      |      |      |       |      |      |

### Часовой пояс
Деревня Большое Анненково, как и вся Курская область, находится в часовой зоне МСК (московское время). Смещение применяемого времени относительно UTC составляет +3:00.

## Население
| 2002 | 2010 |
| ---- | ---- |
| 207  | ↘196 |

### Половой состав
По данным Всероссийской переписи населения 2010 года, в половой структуре населения мужчины составляли 48 %, женщины — соответственно 52 %.

### Национальный состав
Согласно результатам переписи 2002 года, в национальной структуре населения русские составляли 100 %.

## Инфраструктура
Личное подсобное хозяйство. В деревне 77 домов.

## Транспорт
Большое Анненково находится в 14,5 км от автодороги федерального значения М2 «Крым» (Москва — Тула — Орёл — Курск — Белгород — граница с Украиной) как часть европейского маршрута E105, в 17 км от автодороги регионального значения 38К-018 (Курск — Поныри), в 7 км от автодороги 38К-039 (Фатеж — 38К-018), на автодорогe межмуниципального значения 38Н-210 (М-2 «Крым» – Зыковка – Малое Анненково – 38К-039), в 15,5 км от ближайшей ж/д станции Возы (линия Орёл — Курск).
В 167 км от аэропорта имени В. Г. Шухова (недалеко от Белгорода).